# Slag bij Piedmont
De Slag bij Piedmont vond plaats op 5 juni 1864 in Augusta County, Virginia tijdens de Amerikaanse Burgeroorlog als deel van de veldtochten in de Shenandoahvallei van 1864. Het Noordelijke leger onder leiding van generaal-majoor David Hunter nam het op tegen de Zuidelijken aangevoerd door William E. "Grumble" Jones net ten noorden van Piedmont. Na een hevige strijd sneuvelde Jones en braken de Zuidelijke linies. Hunter nam Staunton in op 6 juni waarna hij verder oprukte naar Lynchburg. Onderweg vernietigden de Noordelijken alles wat los en vast zat.

## Achtergrond
De slag was het gevolg van het initiatief van luitenant-generaal Ulysses S. Grant om in het offensief te gaan op alle fronten op een gecoördineerde manier. Een van deze fronten was de Shenandoahvallei. Grant had in eerste instantie generaal-majoor Franz Sigel het bevel gegeven. Na zijn nederlaag bij New Market op 15 mei 1864 werd Sigel vervangen door generaal-majoor David Hunter. Op 21 mei kreeg Hunter het bevel over het Army of the Shenandoah.
Hunter reorganiseerde zijn strijdmacht waarbij hij zijn soldaten van het land liet leven tijdens hun opmars. Op 26 mei 1864 begon Hunter aan zijn opmars. Hij ontmoette vrijwel geen Zuidelijke tegenstand. Na New Market was het merendeel van de Zuidelijke eenheden naar het Army of Northern Virginia gestuurd. Enkel de brigade van John D. Imboden en enkele reserve-eenheden waren aanwezig in de vallei. Het enige wat Imboden kon doen was de vijand schaduwen en de informatie doorgeven aan Robert E. Lee. Hunters eerste doel was Staunton, een belangrijk logistiek centrum voor het Zuiden.
De snelle Noordelijke opmars zo kort na hun nederlaag bij New Market was een verrassing voor de Zuidelijken. Lee was in een strijd verwikkeld met het Noordelijke Army of the Potomac. Daarom stuurde hij instructies naar brigadegeneraal William E. "Grumble" Jones, bevelhebber van het Zuidelijke Department of Southwest Virginia en East Tennessee, met de opdracht om Imboden bij te staan. Jones nam 4.000 soldaten mee naar de vallei.
Tegen 3 juni arriveerde het Noordelijke leger bij Harrisonburg, Virginia. Imboden had zijn eenheden geconcentreerd bij Mount Crawford op de zuidelijke oever van de North River. Hiermee blokkeerde hij de directe weg naar Staunton via de Valley Turnpike. Imboden betrok een hoofdkwartier en wachtte terwijl zijn strijdmacht groeide met versterkingen uit zuidwestelijk Virginia. In de ochtend van 4 juni stuurde Hunter een afleidingsmacht naar Mount Crawford terwijl hij met de hoofdmacht in oostelijk richting naar Port Republic, Virginia marcheerde. Daar sloeg hij zijn tenten op.
Toen Jones arriveerde in Imbodens hoofdkwartier nam hij het algemeen bevel op zich. Zuidelijke verkenners melden de flankeerbeweging van Hunter aan Jones. Imboden stelde voor om naar Mowry's Hill op te rukken in het oostelijke deel van de County om Hunter te confronteren. Jones ging volgens Imboden akkoord om zijn infanterie naar Mowry's Hill te sturen om Hunter daar op 5 juni op te wachten. Imboden kreeg het bevel om de cavalerie naar Mount Meridian te dirigeren, enkele kilometers ten zuiden van Port Republic aan de East Road. Imboden diende Hunters opmars te vertragen zonder over te gaan tot een groot gevecht.

## De slag
Na het doorbrengen van regenachtige nacht ten zuiden van Port Republic, vertrokken de Noordelijken in alle vroegte in dichte mist via de East Road naar Mount Meridian. De cavalerie van generaal-majoor Julius Stahel vormde de voorhoede en verjoeg al snel de Zuidelijke voorposten. Toen het voorste regiment van Stahels eenheden Mount Meridian bereikte, voerde Imboden met succes een tegenaanval uit met de 18th Virginia Cavalry. Stahel liet versterkingen aanvoeren en verjoeg het Zuidelijke regiment. Imboden werd bijna gevangengenomen. Toch kon hij een deel van het regiment in veiligheid brengen. Daarop trokken de Zuidelijken zich stelselmatig terug naar Piedmont. Imboden stelde tot zijn verbazing vast dat Jones en de rest van het leger ook in Piedmont was en niet bij Mowry's Hill zoals afgesproken. Na een hevige discussie tussen de twee generaals stond Jones zijn strepen en won het debat.
Jones stuurde een bataljon van cavaleristen te voet naar een stelling enkele honderden meter voor zijn linkerflank. Deze werden gesteund door een sectie bereden artillerie. Dit hield de opmars van Stahel tegen. Jones stelde zijn twee infanteriebrigades op tussen de East Road en het hoger gelegen terrein van Middle River. Dit verankerde zijn linkerflank. Imboden diende de rechterflank te dekken. Links van Imboden nam de brigade van John C. Vaughn stellingen in. Tussen de linker-en rechterflank van Jones leger lag een ruimte van 600 m. Daar stelde Jones twee artilleriebatterijen op waaronder ook kapitein Marquis’ reserve artillerie.
Rond de middag rukte Hunters infanterie onder leiding van brigadegeneraal Jeremiah C. Sullivan op. De brigade van Augustus Moor botste op de voorste linie van Jones. Een nieuwe Noordelijke aanval werd eveneens gestopt op dit punt. Aan de oostzijde van de weg rukte de brigade van kolonel Joseph Thoburn op door een bebost ravijn. Toen Thoburn de mislukte aanval van Moor waarnam, trok hij zich terug om de Noordelijke artillerie te beschermen. Ondertussen had kapitein Henry A. du Pont, bevelhebber van de noordelijke artillerie, stelselmatig de Zuidelijke kanonnen het zwijgen opgelegd. Alleen nog enkele kanonnen bij Imboden waren nog in actie. Op dit moment wou Jones zijn linkerflank terugtrekken om aan te sluiten met zijn rechterflank. De gebeurtenissen zouden dit echter veranderen.
Sullivan stuurde twee regimenten naar Moor ter versterking om opnieuw aan te vallen. Maar ook deze poging mislukte. Een Zuidelijke tegenaanval mislukte eveneens door het zware geweervuur van de 28th Ohio Infantry en een sectie artillerie. Jones hergroepeerde zijn eenheden om een geconcentreerde aanval uit te voeren op Moors stellingen. Vaughn diende het grootste deel van zijn brigade naar de Zuidelijke linkerflank sturen. Hierdoor ontstond een gat die niet gedekt werd door Zuidelijke artillerie.
Het ontstane gat werd al snel opgemerkt door de Noordelijken. Hunter liet Thoburn oprukken om de kwetsbare Zuidelijke stellingen aan te vallen. Thoburn rukte ongezien op tot op enkele meters van de vijandelijke flank en diende een vernietigende slag toe. Ondertussen ging Moor eveneens in de aanval op de vijandelijke frontlijn. Jones probeerde nog zijn reserves naar voor te sturen. Maar dit kwam te laat. Jones reed naar een groepje Zuidelijke soldaten die hergroepeerden en ging over tot de aanval. Een Noordelijke kogel doodde Jones onmiddellijk. Het Zuidelijke front brak in twee stukken uiteen. Bij de rivier werden bijna 1.000 Zuidelijke soldaten krijgsgevangen gemaakt.
Door een geslaagd achterhoedegevecht met Zuidelijke artillerie kon het restant van het verslagen leger zich terugtrekken.

## Gevolgen
De Noordelijken verloren 875 tegenover ongeveer 1.500 Zuidelijken. De volgende dag op 6 juni namen ze Staunton in.

## Aanbevolen lectuur
- Brice, Marshall M., "Conquest of a Valley", UVA Press, 1965. (includes battles of New Market and Lynchburg as well)
- Duncan, Richard R., "Lee's Endangered Left: The Civil War in Western Virginia Spring of 1864", LSU Press, 1998. (big picture focus on campaign's impact on R. E. Lee.)